# دائرة عين البيضاء
دائرة عين البيضاء إحدى دوائر ولاية أم البواقي الجزائرية . عاصمتها هي عين البيضاء وتضم بلديات :
- عين البيضاء
- وليس زورق

https://ar.wikipedia.org/wiki/%D8%A7%D9%84%D8%B2%D8%B1%D9%82_(%D9%88%D9%84%D8%A7%D9%8A%D8%A9_%D8%A3%D9%85_%D8%A7%D9%84%D8%A8%D9%88%D8%A7%D9%82%D9%8A)
- بريش